# Ранка Рачић
Ранка Рачић (Мостар, 1963) професорица је на Правном факултету Универзитета у Источном Сарајеву и Правном факултету Универзитета у Бањој Луци.

## Биографија
Рођена је 10. фебруара 1963. године у Мостару. Дипломирала је на Правном факултету Универзитета у Мостару 1985. године. Магистарску тезу под насловом „Начело диспозитивности у грађанском парничном поступку“ одбранила је на Правном факултету Универзитета у Нишу 1991. године. Докторску дисертацију на тему „Сукцесија у процесном односу“ одбранила је на Правном факултету Универзитета у Нишу 1997. године.
На Правном факултету Универзитета у Источном Сарајеву ради од 2000. године. У звање редовног професора на ужој научној области Грађанско право изабрана је 2011. године. Држи наставу из предмета Грађанско процесно право и Стварно право, те на другом циклусу студија Правосудно организационо право. На Правном факултету у Бањалуци изводи наставу на предмету Грађанско процесно право, а на мастер студију, овог факултета, држи наставу на предметима Теорија извршног процесног права, Теорија ванпарничног процесног права и Поступак за расправљање заоставштине.
Била је члан Управног одбора Центра за едукацију судија и тужилаца Републике Српске, и на листи је арбитара Спољнотрговинске арбитраже Републике Српске. Својевремено је обављала и функције предсједника Савјета Правног факултета Универзитета у Источном Сарајеву, као и члана Сената Универзитета у Источном Сарајеву.
Члан је Удружења правника Републике Српске, Удружења правника Србије, Удружења правника Црне Горе, Удружења за грађанско процесно и арбитражно право Србије. Члан је Редакције „Годишњака Правног факултета у Источном Сарајеву“. Била је едукатор Центра за едукацију судија и тужилаца Републике Српске и Центра за едукацију судија и тужилаца Федерације Босне и Херцеговине.
Проф. др Ранка Рачић учествовала је као члан радне групе на измјенама и допунама Закона о парничном поступку, Закона о извршном поступку и Закона о заштити од дискриминације. Учествовала је у раду на више пројеката. У 2015. години учествовала је као експерт на пројекту „Убрзање парничног поступка“, а исте године била је ангажована и као старији правни експерт на пројекту „Подршка провођењу прописа о конкуренцији у БиХ и даљем јачању конкуренцијске политике“.

## Објављени радови
Објавила је двије монографије, седам уџбеника, те преко 130 стручних и научних радова.
- Сукцесија у процесном односу, Задужбина Андрејевић, Београд, 2002;
- Правни лекови у ванпарничном поступку, Удружење за грађанско процесно и арбитражно право, Ниш, 2002;
- Парнично процесно право (коаутор Гордана Станковић), прво издање, Графокомерц, Требиње, 2008;
- Извршно процесно право, Правни факултет Универзитета у Бањој Луци, Бања Лука, 2009;
- Парнично процесно право (коаутор Гордана Станковић), друго измијењено и допуњено издање, Правни факултет Универзитета у Бањој Луци, Бања Лука, 2010;
- Грађанско процесно право, Прва свеска, Парнично процесно право (коаутор Гордана Станковић), И издање, Универзитет Медитеран, Правни факултет, Подгорица, 2010;
- Ванпарнично процесно право, Бањалука – Пале, 2014;
- Поступак регистрације пословних субјеката, Зборник радова „Актуелности привредне легислативе као детерминанте привредног развоја економија држава у региону“, Нови Сад, 2013;
- Постојање странке у парничном поступку, Правна ријеч, 2016;
- Поступак за рјешавање спорног правног питања, XI Савјетовање из области грађанског права, Зборник радова „Актуелна питања грађанског законодавства у Босни и Херцеговини“, Јахорина, 2016.